# Pan-Somakondo
Pan-Somakondo est un village de la région du Centre du Cameroun, situé dans la commune de Bot-Makak. 

## Population et développement
La population de Pan-Somakondo était de 209 habitants dont 106 hommes et 103 femmes, lors du recensement de 2005.     